# Tim Paterson
Tim Paterson (* 1. Juni 1956) ist ein US-amerikanischer Unternehmer und Programmierer. Er hat das Betriebssystem 86-DOS entwickelt, das später von Microsoft gekauft und als MS-DOS weltbekannt wurde.
Während seines Studiums an der Universität von Washington arbeitete Paterson als Techniker in einem Computergeschäft in Seattle. Paterson schloss sein Studium als Bachelor of Science mit der Note Magna cum laude im Juni 1978 vorläufig ab. Zwar führte er sein Studium weiter, verlor aber die Lust und hörte drei Semester später auf.
Im Juli 1978 brachte Intel den 8086-Prozessor auf den Markt und Paterson begann mit der Entwicklung eines S-100-Bus-8086-Boards, welches im November 1979 auf den Markt kam. Die einzige kommerzielle Software, die für dieses Board existierte, war eine Version von Microsoft BASIC. Ohne ein richtiges Betriebssystem lief der Verkauf sehr schleppend.
Also begann Paterson im April 1980 als Mitarbeiter des Unternehmens Seattle Computer Products mit der Entwicklung von QDOS (Quick and Dirty Operating System), später unter dem Namen 86-DOS bekannt, um dieses Problem zu lösen. QDOS bestand aus 4000 Zeilen 8086-Assemblercode und war mit den APIs des beliebten CP/M-Betriebssystems kompatibel. Die Version 0.10 stellte er im Juli 1980 fertig, im Dezember desselben Jahres kam die Version 0.33 auf den Markt.
Gleichzeitig begann sein Unternehmen, Lizenzen an OEM-Hersteller zu verkaufen.
Microsoft kaufte dann im Jahr 1981 für einen Pauschalbetrag von 50.000 US-Dollar die exklusiven Rechte an QDOS. Tim Paterson wechselte dabei ebenfalls zu Microsoft.
Paterson arbeitete von Mai 1981 bis April 1982 bei Microsoft. Nachdem er anschließend noch einmal eine kurze Zeit bei Seattle Computer Products gearbeitet hatte, gründete er sein eigenes Unternehmen Falcon Technology, das 1986 wiederum von Microsoft aufgekauft wurde.
Von 1986 bis 1988 arbeitete Paterson dann wieder bei Microsoft. Nach einer kurzen Pause setzte er seine Tätigkeit von 1990 bis 1998 bei Microsoft fort, dabei war er unter anderem an der Entwicklung der Programmiersprache Visual Basic und an Microsofts eigener Java-Version beteiligt.
Als er Microsoft 1998 zum (vorläufig) letzten Mal verließ, gründete Paterson erneut ein Software-Unternehmen, Paterson Technology, und beteiligte sich auch an der Fernsehsendung BattleBots auf Comedy Central, bei der ferngesteuerte Roboter gegeneinander antreten und bis zur Zerstörung kämpfen.